# Core (videojuego)
Core es un videojuego free-to-play en línea con un sistema integrado de creación de juego, desarrollado por Manticore Games. Se lanzó la versión alfa abierta el 16 de marzo de 2020 y estuvo disponible en acceso anticipado el 15 de abril de 2021. Core aloja partidas creadas por usuarios diseñadas para un público adolescente y adulto. El sistema de creación de juegos de Core está diseñado para simplificar la creación de videojuegos con el fin de permitir que más personas los desarrollen. Manticore Games, el desarrollador de Core, fue cofundado por Frederic Descamps y Jordan Maynard en 2016, con sede en San Mateo, California. Core se basa en un concepto similar al de otras plataformas de juegos con partidas generadas por usuarios, como Roblox.

## Sistema de creación de juegos
El sistema de creación de juegos de Core permite el desarrollo de partidas multijugador de hasta 16 jugadores y también para un solo jugador. No se pueden importar juegos al sistema de creación de juegos de Core; sin embargo, se pueden modificar y combinar los recursos integrados. Core permite a los usuarios codificar mediante el lenguaje de programación Lua usando una extensa API incorporada. Los juegos creados con Core no se pueden exportar a juegos independientes; sin embargo, se pueden compartir y reproducir en Core .

## Eventos
El 11 de diciembre de 2019, Core entró en fase alfa cerrada, en la que todos los usuarios debían firmar un acuerdo de confidencialidad. El 16 de marzo de 2020, Core entró en fase alfa abierta y pública. En septiembre de 2020, Core se asoció con Dungeons & Dragons y creó una competición en la que los jugadores luchaban por construir el mejor juego temático de Dragones y Mazmorras. El ganador fue un juego llamado Forgotten Cisterns.
En diciembre de 2020, dos juegos, Mining Magnate y Roll 'Em, fueron los primeros juegos en la plataforma Core en alcanzar las 100 000 partidas. El 17 de diciembre de 2020, Core comenzó la «Holiday Jam», que duró tres semanas, con la temática de invierno «Winter Wonderland» y 20 000 dólares en premios. 

## Recaudación de fondos
En septiembre de 2019, Manticore Games anunció que había recaudado 30 millones de dólares para financiar Core mediante la Serie B. En septiembre de 2020, se anunció que Manticore Games había recaudado otros 15 millones de dólares, de los cuales el mayor contribuyente fue la compañía de videojuegos Epic Games. El interés de Epic Games en financiar a Manticore fue vinculado por Dean Takahashi de VentureBeat con intención de crear un «metaverso», en el que varias plataformas de juego diferentes estén interconectadas. En marzo de 2021, Manticore Games anunció que había cerrado una ronda de financiación de la Serie C de 100 millones de dólares y describió a Core como un «multiverso creador».

## Recepción
Tyler Wilde escribió en PC Gamer una reseña mixta de Core, describiendo su sistema de creación de juegos como «divertido», pero descubriendo que los modelos de personajes eran «feos» y que tenían animaciones rígidas, así como el armamento del juego y las interfaces, que no eran cómodas de usar. Graham Smith de Rock Paper Shotgun escribió que la plataforma «no puede evitar crear recreaciones lamentables de juegos de triple A». Jason Fanelli de MMORPG.com dijo «Mi mente estaba absolutamente asombrada. Algo que a los estudios masivos les llevó varios años y millones de dólares se logró frente a mis ojos en la misma cantidad de tiempo que me ha llevado escribir esto». En Collider, Marco Vito Oddo escribió: «Si el proyecto capta la atención suficiente (y si los desarrolladores y operadores de Manticore pueden brindar todo el apoyo que exige un proyecto tan grande) Core puede convertirse fácilmente para los juegos en lo que YouTube es para contenido de video». Sobre el modelo de monetización de la plataforma, Scott Baird escribe en ScreenRant «Una de las cosas más emocionantes de Core es su división de ingresos, que ofrece el 50 % a sus creadores, lo que permite a los usuarios obtener ganancias de sus títulos en el juego».